# Manuela de Jesús Arias Espinosa
Manuela de Jesús Arias Espinosa, in religione Maria Agnese Teresa del Santissimo Sacramento (Ixtlán del Río, 7 luglio 1904 – Roma, 22 luglio 1981), è stata una religiosa messicana, fondatrice delle Missionarie Clarisse del Santissimo Sacramento. È stata beatificata nel 2012.

## Biografia
Nacque in una famiglia numerosa. Al tempo delle persecuzioni di Plutarco Elías Calles contro i cristiani, lasciò il nativo Messico e si trasferì negli Stati Uniti d'America.
Nel 1929 entrò nel monastero di clausura delle clarisse sacramentarie di Los Angeles ed emise i primi voti nel 1930.
Desiderando dedicarsi all'apostolato attivo, nel 1945 lasciò il monastero e, assieme con sei compagne, diede inizio a Cuernavaca alla congregazione delle Missionarie Clarisse del Santissimo Sacramento.
Morì a Roma nel 1981.

## Il culto
Il rito di beatificazione è stato presieduto dal cardinale Angelo Amato, prefetto della Congregazione per le Cause dei Santi, in rappresentanza di papa Benedetto XVI; è stato celebrato nella basilica di Nostra Signora di Guadalupe di Città del Messico il 22 aprile 2012.